# Graham Barber
Graham Peter Barber (* 5. Juni 1958 in Tring) ist ein ehemaliger englischer Fußballschiedsrichter. Nach dem Karriereende betätigte er sich als Unternehmer.

## Sportlicher Werdegang
Nachdem Barber zuvor auf der Schiedsrichterliste der Football League gestanden hatte, rückte er 1994 in den Kreis der Premier-League-Spielleiter auf. Vier Jahre später wurde er auf die FIFA-Schiedsrichterliste aufgenommen und debütierte im September des Jahres bei Länderspiel zwischen Finnland und Moldau auf internationalem Parkett.
Am 1. August 1999 übernahm Berber die Spielleitung um den FA Community Shield, als der FC Arsenal den Triple-Gewinner Manchester United trotz zwischenzeitlichen Rückstands mit einem 2:1-Sieg bezwang. Drei Jahre später pfiff er das Finalspiel im Aufstiegs-Play-Off der EFL Championship, in dem Birmingham City sich gegen Norwich City  im Elfmeterschießen durchsetzte. Ein Jahr später stand er erneut im Millennium Stadium, das bis zur Neueröffnung das Wembley-Stadions 2007 als Hauptstadion Englands ersetzte, auf dem Spielfeld und pfiff im Wettbewerb um den FA Cup 2002/03 das Endspiel zwischen dem FC Arsenal und dem FC Southampton, durch einen Treffer von Robert Pires zum 1:0-Endstand waren erneut die Londoner erfolgreich. Wenige Wochen später wurde ihm im August die Spielleitung für das Spiel um den UEFA Super Cup angetragen, im Stade Louis II holte sich der AC Mailand gegen den FC Porto den Titel. 
Im Sommer 2004 – eines der letzten Pflichtspiele war das Semifinalspiel um den FA Cup 2003/04, in dem der spätere Titelträger Manchester United durch einen 1:0-Erfolg über den FC Arsenal das Finalspiel erreichte – beendete Barber bereits zwei Jahre vor Erreichen der offiziellen Altersgrenze seine aktive Schiedsrichterlaufbahn und ließ sich anschließend in Spanien nieder. Zunächst in Valencia und später Xàbia lebend, war er dort zunächst für verschiedene Unternehmen, die Dienstleistungen für britische Expats anboten, in jeweils leitender Position tätig. Ab Februar 2017 war er für das Marketing des in Barcelona ansässigen Energieunternehmens FC Energía zuständig, das Lösungen zu erneuerbaren Energien an spanische Fußballfans vertreibt. Aufgrund des nahenden Brexits kehrte er Ende 2019 nach Großbritannien zurück, wo er das Unternehmen Mango Football gründete.